# Каракамыс (озеро, Краснопресненский сельский округ)
Каракамыс (каз. Қарақамыс) — озеро в Краснопресненском сельском округе Мендыкаринского района Костанайской области Казахстана. Находится в 4 км к юго-западу от села Красная Пресня. На восточном берегу озера находится село Целинное.
По данным топографической съёмки 1958 года, площадь поверхности озера составляет 2,04 км². Наибольшая длина озера — 2,1 км, наибольшая ширина — 1,3 км. Длина береговой линии составляет 5,6 км, развитие береговой линии — 1,09. Озеро расположено на высоте 89,4 м над уровнем моря.